# International Geodetic Student Organisation
La Organización Internacional de Estudiantes de Geodesia (también conocida como IGSO, International Geodetic Student Organisation) es una organización internacional, independiente, apolítica, sin ánimo de lucro; dirigida por y para los estudiantes de Geodesia y jóvenes geodestas.

## Objetivo
Los objetivos de la IGSO son: 
- reunir a las organizaciones de estudiantes de geodesia de todos los países
- representar públicamente a los estudiantes de geodesia
- organizar las relaciones entre las asociaciones miembro
- establecer y fortalecer la cooperación con las autoridades

Estos objetivos son organizados y realizados en el Encuentro Internacional de Estudiantes de Geodesia (IGSM, International Geodetic Students Meeting) y la Asamblea General.

## Estructura
Los miembros de la IGSO son asociaciones de universidades que representan a estudiantes de geodesia.
El IGSO consta de las siguientes instituciones: 
- La Asamblea General
- La Agencia Internacional de Estudiantes de Geodesia (el Secretario General, el Tesorero y el Actuario)
- Los auditores de cuentas.

La estructura de la IGSO y la realización del IGSM 2004 fue presentada en la reunión de la Sociedad Internacional de Fotogrametría y Teledetección (ISPRS, International Society for Photogrammetry and Remote Sensing) de 2006.

## Reuniones y Actividades
Cada año, la IGSO organiza un Encuentro Internacional de Estudiantes de Geodesia (IGSM) en un país diferente. Estas reuniones permiten a los estudiantes intercambiar experiencias sobre geodesia y conocer las costumbres y la cultura de otros países.

## Historia
El primer IGSM fue organizado en los Países Bajos por estudiantes de geodesia de la Universidad Técnica de Delft. La IGSO fue fundada más tarde durante el cuarto IGSM en Graz, Austria.
Reuniones realizadas y siguientes ya establecidas:
| Año  | Título    | País            | Ciudad              | Universidad                                                       |
| ---- | --------- | --------------- | ------------------- | ----------------------------------------------------------------- |
| 1988 | 1. IGSM   | Países Bajos    | Delft               | Universidad Técnica de Delft                                      |
| 1989 | 2. IGSM   | Alemania        | Bonn                | Universidad de Bonn                                               |
| 1990 | 3. IGSM   | Hungría         | Budapest            | Universidad de Tecnología y Economía de Budapest                  |
| 1991 | 4. IGSM   | Austria         | Graz                | Universidad de Tecnología de Graz                                 |
| 1992 | 5. IGSM   | Reino Unido     | Londres             | University College de Londres                                     |
| 1993 | 6. IGSM   | República Checa | Praga               | Universidad de Tecnología de Praga                                |
| 1994 | 7. IGSM   | Alemania        | Bochum-Essen        | Hochschule Bochum, Universität-Gesamthochschule Essen             |
| 1995 | 8. IGSM   | Polonia         | Varsovia            | Universidad de Tecnología de Varsovia                             |
| 1996 | 9. IGSM   | Alemania        | Hanóver             | Universidad de Hannover                                           |
| 1997 | 10. IGSM  | Países Bajos    | Delft               | Universidad Técnica de Delft                                      |
| 1998 | 11. IGSM  | España          | Madrid              | Universidad Politécnica de Madrid                                 |
| 1999 | 12. IGSM  | España          | Valencia            | Universidad Politécnica de Valencia                               |
| 2000 | 13. IGSM  | Francia         | Le Mans/París       | École supérieure des géomètres et topographes (ESGT)              |
| 2001 | 14. IGSM  | Reino Unido     | Newcastle upon Tyne | Universidad de Newcastle upon Tyne                                |
| 2002 | 15. IGSM  | Eslovenia       | Liubliana           | Universidad de Liubliana                                          |
| 2003 | 16. IGSM  | Alemania        | Dresde              | Universidad Técnica de Dresde                                     |
| 2004 | 17. IGSM  | Finlandia       | Espoo               | Universidad Aalto                                                 |
| 2005 | 18. IGSM  | Turquía         | Estambul            | Universidad Politécnica de Estambul                               |
| 2006 | 19. IGSM  | Polonia         | Cracovia            | AGH University of Science and Technology                          |
| 2007 | 20. IGSM  | Bulgaria        | Sofía               | University of Architecture, Civil Engineering and Geodesy (UACEG) |
| 2008 | 21. IGSM  | España          | Valencia            | Universidad Politécnica de Valencia                               |
| 2009 | 22. IGSM  | Suiza           | Zúrich              | Escuela Politécnica Federal de Zúrich                             |
| 2010 | 23. IGSM  | Croacia         | Zagreb              | Universidad de Zagreb                                             |
| 2011 | 24. IGSM  | Reino Unido     | Newcastle upon Tyne | Universidad de Newcastle upon Tyne                                |
| 2012 | 25. IGSM  | España          | Jaén                | Universidad de Jaén                                               |
| 2013 | 26. IGSM  | Polonia         | Breslavia           | Wroclaw University of Environmental and Life Sciences             |
| 2014 | 27. IGSM  | Turquía         | Estambul            | Universidad Politécnica de Estambul                               |
| 2015 | 28. IGSM  | Finlandia       | Espoo               | Universidad Aalto                                                 |
| 2016 | 29. IGSM  | Alemania        | Múnich              | Universidad Técnica de Múnich                                     |
| 2017 | 30. IGSM  | Croacia         | Zagreb              | Universidad de Zagreb                                             |
| 2018 | 31. IGSM  | España          | Valencia            | Universidad Politécnica de Valencia                               |
| 2019 | 32. IGSM  | Polonia         | Varsovia            | Universidad de Tecnología de Varsovia                             |
| 2020 | cancelada | Grecia          | Salónica            | Universidad Aristóteles de Salónica                               |
| 2021 | 33. IGSM  | Alemania        | Hanóver             | Universidad de Hannover (online)                                  |
| 2022 | 34. IGSM  | Alemania        | Hanóver & Hamburgo  | Universidad de Hannover & HafenCity University Hamburg            |
| 2023 | 35. IGSM  | España          | Valencia            | Universidad Politécnica de Valencia                               |
| 2024 | 36. IGSM  | Bulgaria        | Sofía               | University of Architecture, Civil Engineering and Geodesy (UACEG) |
| 2025 | 37. IGSM  | Marruecos       | Rabat               | fr:Institut agronomique et vétérinaire Hassan-II                  |
| 2026 | 38. IGSM  | Croacia         | Zagreb              | Universidad de Zagreb                                             |
| 2027 | 39. IGSM  | Polonia         | Breslavia           | Wroclaw University of Environmental and Life Sciences             |

## Socia
La IGSO es una organización socia de la Federación Internacional de Geómetras (FIG, International Federation of Surveyors).